# Alameda de Cervera
Alameda de Cervera es un núcleo de población perteneciente a Alcázar de San Juan, situado al sureste del término municipal, en la provincia de Ciudad Real.

## Historia
Los orígenes de su fundación se sitúan en época romana, en la que al parecer fue una villa. Posteriormente, con la llegada de los musulmanes, se construyó un castillo. Un musulmán famoso de esta aldea fue Alí, que en el año 1308, después de la reconquista se encargó de las labores agrícolas de la dehesa de Cervera. Tras ser conquistado por la Orden de Santiago, fue cedida a la Orden de San Juan. Por este motivo, posteriormente el castillo se convertirá en lugar de recreo para los distintos priores. Dicho Castillo está situado en lo que actualmente es la Casa Grande. Esta Casa Grande, llamada Castillo de Cervera, se construyó por el año 1865 por la orden de San Juan comunidad religiosa que tenía el convento en Alcázar de San Juan y fue comprada a los religiosos por D. Alberto Urech y que con el paso del tiempo sigue siendo de los descendientes de esta familia. Esta casa manchega de labranza consta de un patio delantero principal, donde está situado un palomar al estilo de una almena de castillo de donde recibe la casa el nombre de Castillo de Cervera. La vivienda principal está situada en la parte de arriba donde vivían los propietarios, la parte de abajo delantera era donde vivían las personas que trabajan en la finca, en la parte de abajo también hay un patio trasero o corral, donde estaban las cuadras de los animales y los porches donde guardaban los carros.

### Imagen de San Lorenzo de Alameda
Villacentenos era una pequeña aldea con 750 mil habitantes por el año 1800 y eran todos agricultores y ganaderos. Era la finca mayor que había en el término de Alcázar, lindaba por el norte con el río Guadiana, por el este, senda del "águila", al sur, término de Manzanares, al oeste con el término de Villarta de San Juan.
Hay una iglesia que en el año 1281 la hicieron parroquia y en ella escuchaba misa el Príncipe que pasaba largas temporadas en el castillo de Cervera, que era su lugar de recreo.
En el año 1811 los franceses pasaron por aquí y por entonces dicha iglesia de Villa Centenos, era un convento donde había una comunidad religiosa, con la cual no se portaron muy bien los franceses, y aquellas monjas se marcharon por la noche sin saber donde ir, y decidieron refugiarse en la Colonia de Alameda de Cervera, que llevaba muy poco tiempo construida.
Al marcharse se llevaron las cosas de más valor, y para ellas lo que más valor tenía era la imagen de San Lorenzo, decían que les había salvado de las tropas francesas.
Pasaron algún tiempo viviendo con los colonos hasta que decidieron marcharse y dejar en una ermita muy pequeña, donde esta la actual iglesia de San Lorenzo, y que como patrón de esta aldea, estuviera para siempre con nosotros.
El tiempo que pasaron con los colonos, lo pasaron repartidas entre ellos, pasando como que eran de la familia, hasta el fin de la guerra de la Independencia.
Al marcharse pasaron por Villacentenos y al ver que lo habían quemado todo decidieron marcharse a Herencia, donde están en la actualidad.

### Puente del Gran Prior
Situado próximo a la iglesia San Lorenzo Mártir, junto a la antigua carretera comarcal, que servía para el paso de carruajes. Fue mandado construir por Juan de Villanueva a finales de 1797 y concluye a finales de 1799. Posee un haz de 3,40 metros, y una altura sobre el lecho de 3,20 metros. Lo más singular de este puente, son las gradas que enmarcan su embocadura y descienden hasta el lecho del canal, con un desarrollo radial a modo de escalera de caracol

### Barrio de los Molinos
Antiguos molinos de pólvora, que en otra época servían de residencia para muchas personas que en la actualidad han tenido que abandonar este grupo de casas debido a la falta de trabajo y de servicios entre otras cosas. En la actualidad hay muy poca gente viviendo allí. La vivienda que predomina en "Los Molinos" es una vivienda que utiliza la gente para pasar los fines de semana o el verano, pueden ser chalets o casas reformadas. También está instalada la sede de la asociación de palomeros, que se dedican a entrenar sus palomos deportivos, y hacen bonitas exhibiciones por los terrenos de alrededor.
En Los Molinos se puede apreciar el famoso puente de El Balancero.

### Cooperativa San Lorenzo
El 31 de marzo de 1954 se constituía la Sociedad cooperativa Agraria "San Lorenzo", para cubrir las necesidades que tenían los pequeños productores de vid de la zona de agruparse para elaborar vino con las uvas que ellos mismos producían, y hacer frente al problema que había en la época ante el mercado de "la maquila" (entregar el producto sin precio estipulado, a resultas de lo que el comprador pudiera conseguir) sistema poco fiable y que producía grandes pérdidas económicas a los productores. Con anterioridad a la constitución de la Sociedad cooperativa era necesario transportar la cosecha con los medios de la época (mulas) hacia Alcázar, Tomelloso o la estación de marañon.
En esta época en la localidad de Alameda de Cervera, existían varias bodegas particulares pequeñas, que con el tiempo han ido desapareciendo y su producción se ha incorporado a la de la cooperativa, consiguiendo una concentración de la producción de uva de la zona y una mejor comercialización. Hoy destaca por sus modernas instalaciones y sus excelentes vinos.

## Demografía
Fuente: INE

## Flora y fauna
El ecosistema propio de Alameda de Cervera se encuentra en sintonía con el conjunto manchego, siendo destacable la existencia de una gran alameda, situada en las inmediaciones del canal del gran Prior que en la actualidad se encuentra prácticamente desaparecida por culpa de un incendio que la asoló en 1982[cita requerida]. El origen de dicha masa forestal se encuentra a finales del siglo XVIII, ya que por orden de Don Gabriel de Borbón fueron trasplantados árboles de distintas características[cita requerida], destacando el álamo. De la gran abundancia de esta variedad procede el nombre de la localidad.
Es también importante la presencia de encinas, muchas de ellas centenarias. Otros árboles habituales son olmos, moreras, pinos y cipreses.
Entre la fauna son destacables importantes poblaciones de liebre y perdiz, así como de codornices y tórtolas. Debido a la presencia de estas especies la actividad cinegética es considerable, sobresaliendo la existencia de numerosos cotos de caza.

## Agricultura
Al igual que en otras localidades de la región, el cultivo dominante es el de la vid. También es habitual la explotación de olivares. En verano se cosechan el melón y algunas hortalizas como el pimiento, tomate, pepino y berenjena.

## Arquitectura y tipismo
La construcción autóctona de mayor importancia es el bombo manchego (bombo, presente también en Tomelloso), y la quintería.
El bombo manchego es una edificación de uso agrígola elaborada por los propios agricultores, para ser utilizada como refugio durante la realización de las tareas de labranza. Su datación es incierta. El material preferido es la piedra caliza, obtenida durante el arado de los viñedos. La técnica constructiva es "piedra vana", sin argamasa, incluso las cúpulas, elaboradas mediante el sistema de falsa bóveda por aproximación de hiladas; paramentos de mampostería.
La zona donde podemos encontrar mayor cantidad de bombos en el término municipal de Alcázar de San Juan se sitúa al sur y oeste de Alameda de Cervera, en los parajes locales de El Cuervo, Cantivano, Casanueva, El Duende y Las Pintadas.

## Gastronomía
La gastronomía local es similar a la de otras poblaciones manchegas, conservando platos tradicionales como las migas de pastor, duelos y quebrantos, gachas, caldereta, pisto manchego, ajoarriero, pipirrana, ensalada de limón o asadillo.
Los dulces más consumidos son el mantecado, arroz con leche, leche frita, arrope, mostillo o la bizcochá, propia de la ciudad de Alcázar de San Juan a cuyo municipio pertenece la villa. En fiestas es habitual el consumo de zurra y la sangría. También destacan las tortas de manteca, el "pan moreno" y el excelente vino.

## Fiestas
Las fiestas se celebran en agosto, concretamente los días 9, 10 y 11, en honor a San Lorenzo, patrón del pueblo. En estas fechas se hacen diversas actividades, tales como juegos acuáticos para niños de 4 a 12 años, concurso de arada, pasacalles, carreras de sacos, de cintas, subasta en honor a San Lorenzo mártir, quema de fuegos artificiales, verbenas, funciones religiosas, bailes del vermut, procesión del patrón, catas de vino, comida de hermandad; y como no, la tradicional suelta de vaquillas el día 10, día de San Lorenzo, en una plaza hecha con remolques y que es una de las principales fuentes de atracción de estas fechas. Este festejo taurino es uno de los que más tradición tiene en la comarca, ya que su origen se remonta al siglo XIX, siendo uno de los más característicos y peculiares. En los últimos años podemos destacar la realización de un concurso de pintura al aire libre, que se ha convertido en referente comarcal, debido a la cantidad de premios y a la afluencia de personas.
Otras fiestas que podemos destacar son:
- San Antón, el 17 de enero, en la víspera destaca la realización de hogueras y la fabricación de "tortas en sartén".
- Santa Águeda, el 5 de febrero.
- Santa Apolonia, el 9 de febrero.
- San Marcos, el 25 de abril, día en que se degusta el famoso hornazo.